# Pinceau

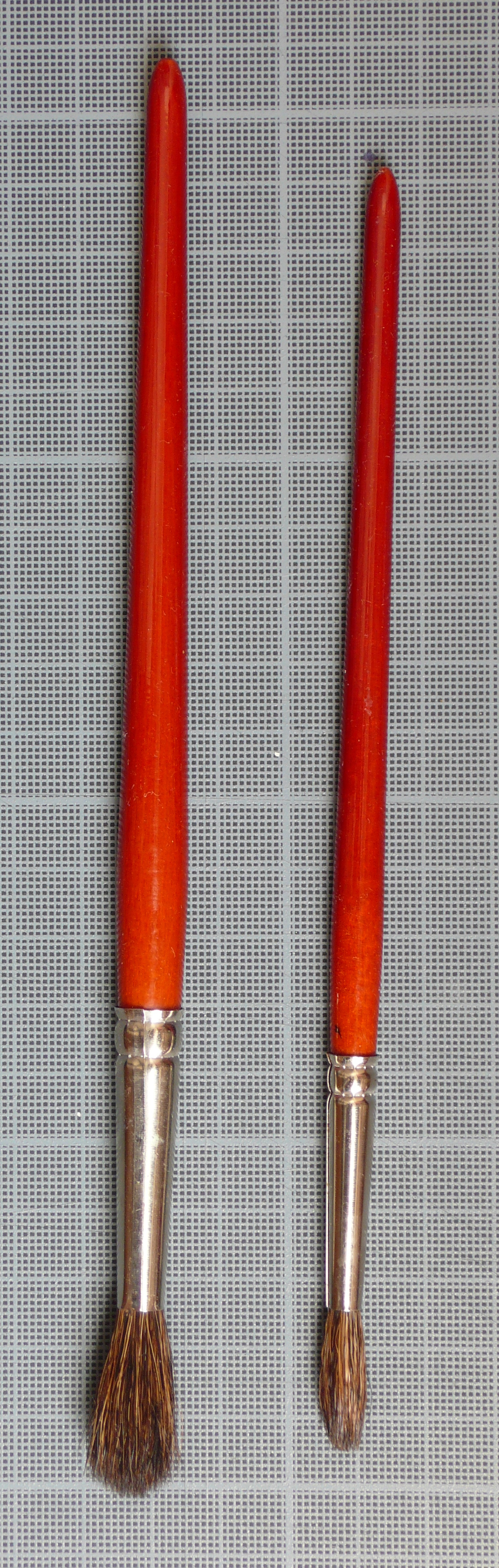
Pinceaux pour l'aquarelle ou la gouache.

Le pinceau (du latin peniculus, petite queue) est une variété de brosse à poils souples et à touffe plus ou moins effilée, destiné à enduire une surface d'une couche mince de matière, peinture, encre, vernis, fard. On ne distingue pas toujours le pinceau de la brosse à peindre.
Le pinceau sert en peinture d'art, de bâtiment, de décoration, en illustration, en dessin, en calligraphie, en maquillage.
Le pinceau est un instrument d'écriture en Extrême-Orient, développé depuis plusieurs dizaines de siècles en Chine où il est un des « quatre trésors du lettré ».

## Composition

1. Manche 2. Virole 3. Garniture.

Comme toute brosse, un pinceau est composé de trois éléments :
- la garniture : une touffe de poils naturels ou en fibres synthétiques ;
- la virole : une pièce en métal, plastique ou plume et fil, qui attache la garniture au manche ;
- le manche ou hampe : en bois ou en matière plastique.

Avant l'introduction de la virole métallique, on utilisait une  hampe de plume ligaturée par du fil de laiton ; ces pinceaux se vendent sous l'appellation de pinceau 'monté sur plume'.  
La touffe est l'élément principal du pinceau. Elle varie en forme, en « ventre », c'est-à-dire en capacité à retenir du liquide, en fermeté.
Les poils, fins et souples caractérisent les pinceaux parmi les brosses. Le pinceau glisse, alors que la brosse frotte ou « tape ». Ils ont différentes tailles et formes selon l'utilisation que l'on veut en faire : plats, ronds, en éventail, etc.

## Les poils
La qualité et la destination d'un pinceau dépendent des poils de sa garniture, dont les caractéristiques de dureté, souplesse, nervosité, absorption… sont appropriées à des usages différents. Les fibres synthétiques imitent les qualités des poils naturels dont l'usage est consacré en proposent de nouvelles.

### Poils naturels
Les poils naturels, composés de kératine, sont, dans l'ensemble, fins, d'un diamètre inférieur à 0,15 mm à la racine, plus fins vers l'extrémité, qu'on appelle la fleur. La section la plus épaisse de la garniture s'appelle le ventre. Un pinceau qui a beaucoup de ventre peut emporter beaucoup d'eau ou de peinture. Cette qualité dépend de l'état de surface du poil, variable selon les espèces animales.
Les poils naturels se répartissent, en Europe, entre martre qui se caractérisent par une certaine fermeté, qui permet de tracer, et petit-gris, plus doux et avec une grande capacité à retenir l'eau. Les autres garnitures se rattachent ou remplacent martre ou petit-gris, ou servent à des usages particuliers. Les distinctions sont similaires en Extrême-Orient, avec des noms différents.
MartreLe poil dit « de martre » donne des pinceaux assez fermes et élastiques, propre à un tracé précis. En réalité, ce sont des poils de la queue d'un vison de Sibérie (mustela sibirica), autrefois appelé martre Kolinsky, mais qui ne fait pas partie de l'espèce des martes. On distingue[réf. souhaitée] :
- la martre Kolinsky sibérienne (Tobolsky),
- la martre Kolinsky chinoise (Harbin), plus courte et moins fine,
- la martre rouge, provenant de Corée ou d'autres régions, de diverses espèces de mustelidés, entre autres la belette,
- la martre russe est une garniture en poil de putois,
- la mangouste, reconnaissable à ses zébrures, nerveux et fin, donne des pinceaux de caractère comparable à la martre.

petit-grisEn poils d'écureuil nordique, doux, retient beaucoup d'eau, sert à l'aquarelle notamment pour les pinceaux mouilleurs.
Martretteun mélange de poils fins.
blaireaulong et plus épais que les autres poils, avec une belle pointe.
oreille de bœufrésistant et souples, pour tous types de peinture, parfois traités et utilisés pour confectionner les 'imitations martre'
poney ou chevalplus mous que le petit-gris, utilisé en calligraphie chinoise ou pour l'aquarelle.
chèvredoux et fin, avec une grande capacité en eau, pour les pinceaux à vernir et la peinture chinoise.
plumes de poulesur certains pinceaux chinois. Les plumes ont l’avantage d'être longues et pointues une fois mouillées, mais également de pouvoir faire des motifs plus chaotiques en l'utilisant de façon plus brusque[réf. souhaitée].
daimen calligraphie japonaise[réf. souhaitée].
ours d'Alaskabrun foncé et brillant, pour poser les laques[réf. souhaitée].
lièvre
louppour la calligraphie chinoise. Permet un trait fin et nerveux[réf. souhaitée]. Le terme "Loup" pourrait être une traduction approximative de l'appellation chinoise du vison de Sibérie.
mélange loup et chèvrepour la calligraphie chinoise également[réf. souhaitée].
Les pinceaux en poils naturels se nettoient normalement à l'eau et au savon.

### Fibres synthétiques
Les premiers pinceaux en fibres artificielles furent les pinceaux en nylon blanc, très fermes et peu élastiques. Depuis, d'autres fibres, toujours des dérivées de polyamide, ont fait leur apparition. On dispose aujourd'hui d'une grande variété de fibres en termes de souplesse et de fermeté. Les fabricants proposent aussi des mélanges synthétique/naturel.
- Avantages : À base de polyamide, les fibres synthétiques sont plus résistants à l'usure et aux produits décapants que les poils naturels. Ils sont notamment appréciés avec la peinture acrylique qui sèche très vite et nécessite un nettoyage rapide et minutieux. Ils sont aussi plus économiques.

- Inconvénients : ils manquent parfois de finesse et pour les techniques aqueuses, de trempe[réf. souhaitée].

La fabrication des poils de pinceau synthétiques exige de la matière et de sa mise en forme des caractéristiques assez différentes de celles des autres matières plastiques. Le poil, de moins d'un sixième de millimètre dans son plus grand diamètre, est épais à la base et fin à l'extrémité, mais cette diminution n'est pas régulière. Son élasticité peut varier de la racine à la fleur. Sa capacité à retenir l'eau s'améliore en faisant lègèrement friser la fibre dans sa partie centrale, afin de conserver entre les poils des intervalles capilaires. Comme pour les autres polymères, un traitement de surface peut modifier le mouillage des poils.
Chaque fabricant a mis au point ses propres fibres synthétiques : Kaërell (Raphaël), Nova (Da Vinci), Orion (Pébéo), Similaire (Léonard).

## Les pinceaux de calligraphie

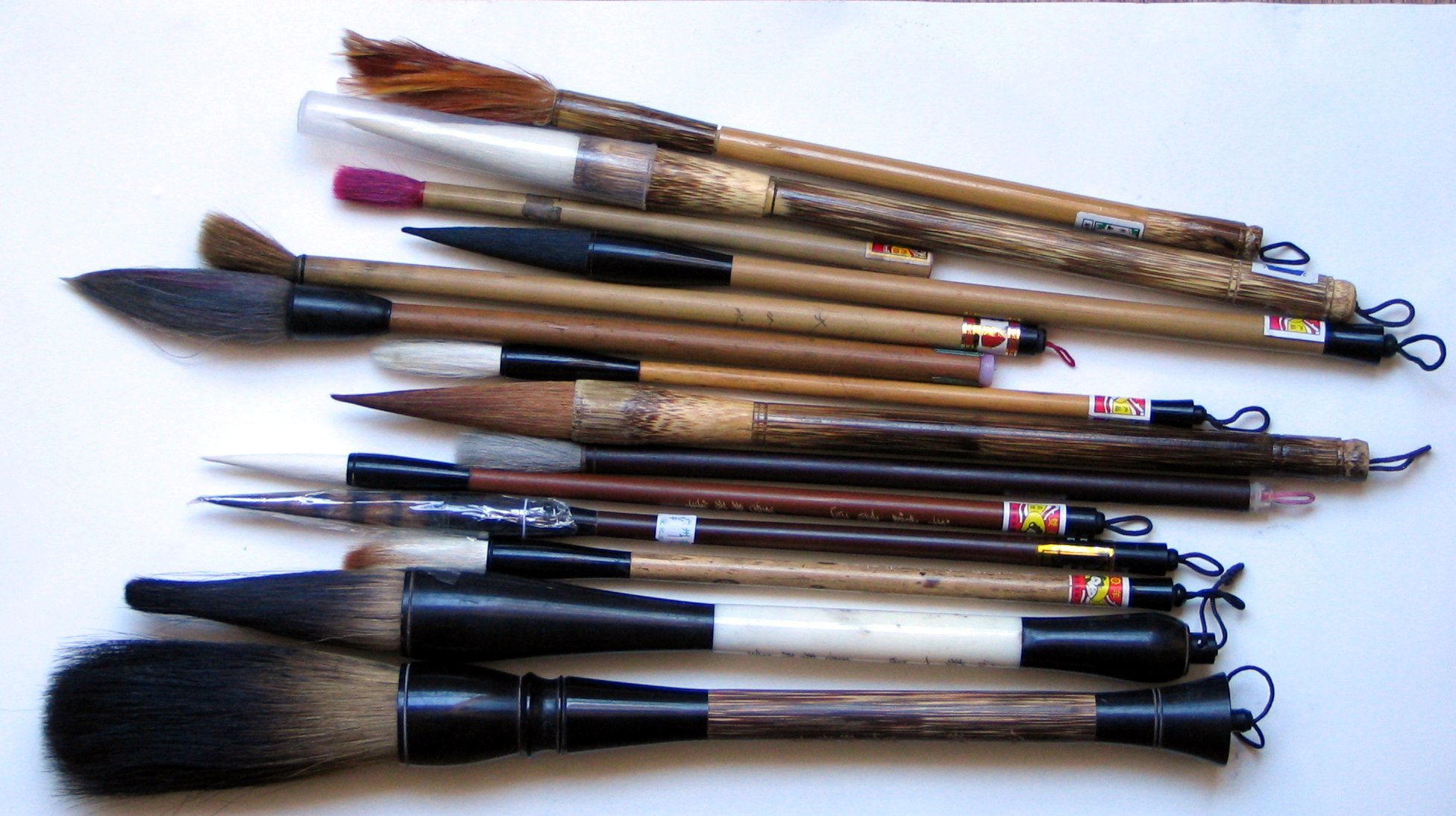
Pinceaux chinois.

L'appellation chinoise du pinceau en mandarin est máobĭ, littéralement « crayon à poils »[réf. souhaitée].
Le pinceau de calligraphie, quelle qu’elle soit, retient bien l'encre, tandis que le pinceau à peinture chinoise est plus adapté à des mélanges d'eau avec soit de l'encre de chine pour les lavis, soit des peintures à l'eau en couleur chinoises ou japonaises. Il s'utilisait dans les arts d'Extrême-Orient calligraphie, peinture de lettré, sumi-e.

## Les tailles
Il existe différentes classifications de tailles selon les fabricants, selon le diamètre de la touffe[réf. souhaitée] :
- par numéro : 10/0, 6/0 (1,1 mm), 5/0, 4/0, 3/0 (1,7 mm), 2/0, 0, 1, 2, 3, 4, 5 ;
- par taille : 15 (15 mm), 25, 30, 40, 50, 60, 70, 80, 100, 120, 200
- en pouces (inches) : de 1/2" (12 mm) à 7".

La conversion de taille, numéro vers millimètre, existe. Tel que par exemple : pour un numéro 2 = +/- 3 mm, pour un numéro 4 = +/- 5 mm mais dépend également du fournisseur.

## Stylo-pinceau
Le stylo-pinceau, généralement alimenté par des cartouches d'encre a, à la place de la plume, un pinceau en poils synthétiques, parfois même, pour les plus luxueux, en martre.
Le stylo-pinceau à réservoir d'eau, pensé pour aquareller son dessin en extérieur. Il existe deux variantes, la japonaise, aux poils synthétiques que l'on remplit en mettant le trou du réservoir vers le haut, et la chinoise, en poils naturels, que l'on remplit grâce à une vis sans fin contenue dans le pinceau et produisant un effet d'aspiration.

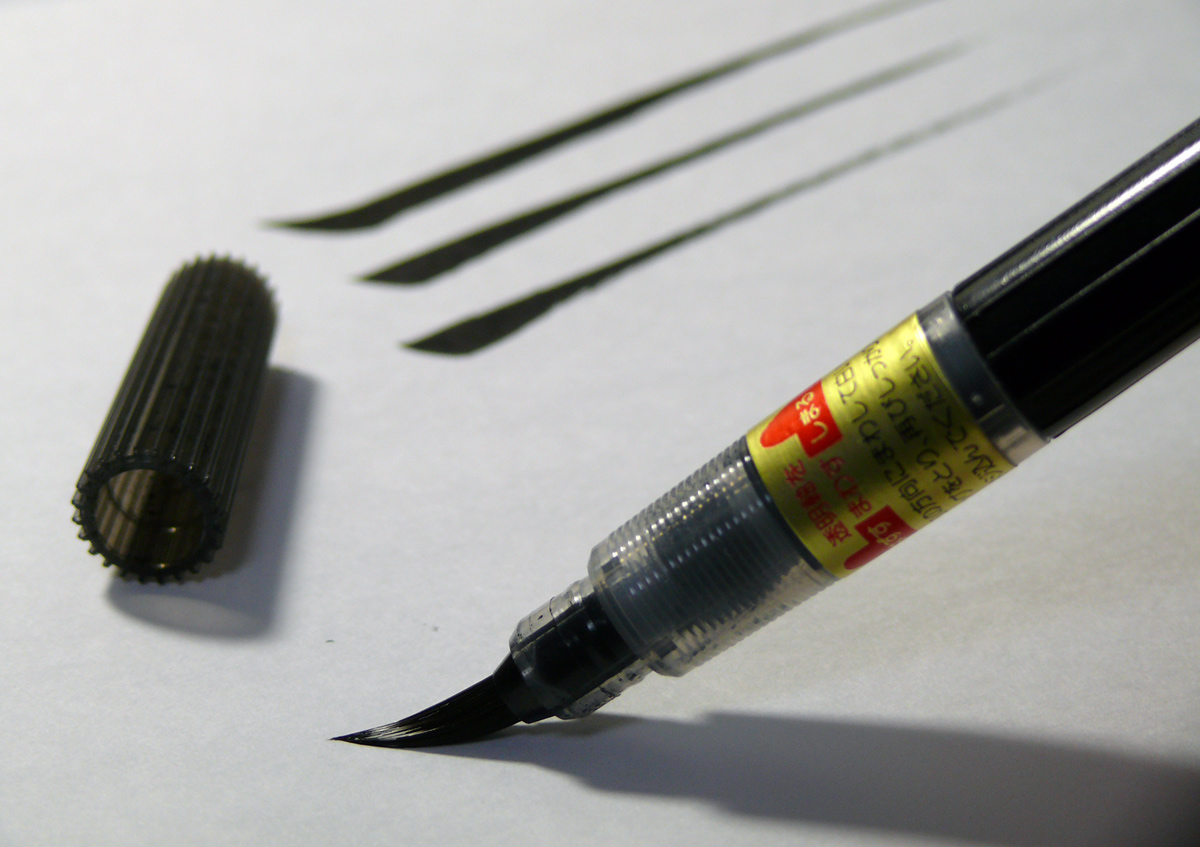
Fude pen, stylo-pinceau japonais.
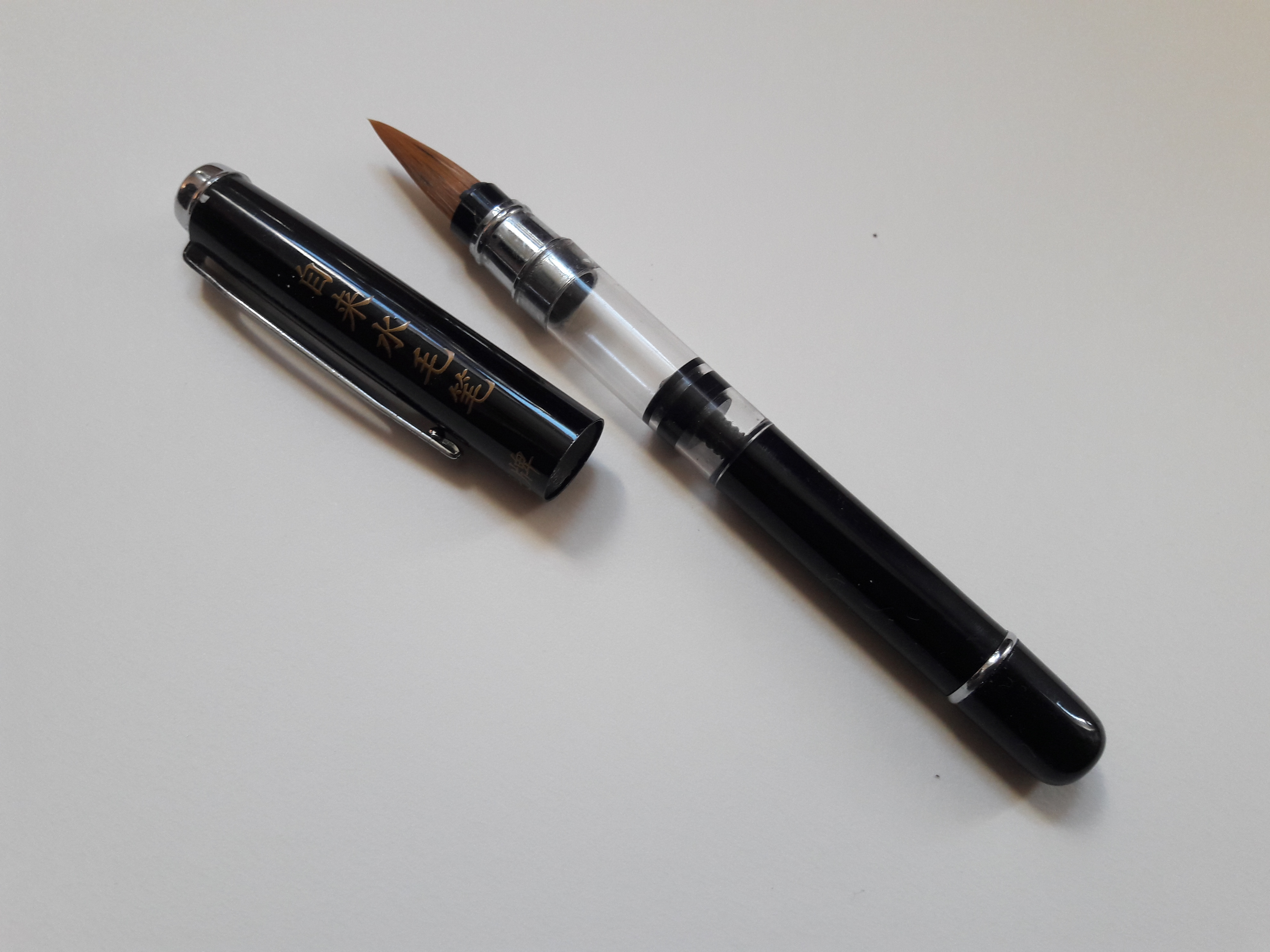
Stylo-pinceau chinois avec réservoir rechargeable.